# لینون (بازیکن فوتبال)
لینون (به پرتغالی: José Lionn Barbosa de Lucena) مدافع اهل برزیل است که در شهر فورتالزا و در تاریخ ۲۹ ژانویهٔ ۱۹۸۹ به دنیا آمده‌است.
لینون در تیم‌های فوتبال Torreense سابقهٔ حضور دارد.